# Tahitistrandloper
De Tahitistrandloper (Prosobonia leucoptera) is een uitgestorven vogel uit de familie Scolopacidae (strandlopers en snippen).

## Verspreiding en leefgebied
Deze soort was endemisch op Tahiti, een eiland in de Stille Zuidzee.

## Ontdekking
De Tahiti-strandloper werd in 1773 ontdekt door natuurvorser Johann Reinhold Forster nadat het zeilschip de Resolution bij Tahiti aanlegde. Forster was één van de opvarenden tijdens de tweede reis van James Cook. Het exemplaar werd aan boord van het schip door zijn zoon George geschilderd. Tijdens de volgende reis in 1777 van James Cook verzamelde vorser William Anderson, die tijdens de tweede reis nog in dienst was als knecht van de scheepsarts, op het eiland Moorea nog twee exemplaren. Tijdens die reis was hij aangesteld als scheepsarts en deed daarnaast dienst als natuurwetenschapper.
John Latham, waarvan bekend is dat hij inderdaad slechts drie exemplaren onderzocht, concludeerde in 1787 dat het om een tot dan nog onbekende soort ging en noemde hem de Witvleugel Strandloper. Johann Friedrich Gmelin gebruikte Lathams beschrijving in 1789 om de soort van zijn wetenschappelijke naam te voorzien: Tringa leucoptera. Van de drie huiden zijn er twee verloren gegaan; het derde wordt bewaard door het Nationaal Natuurhistorisch Museum.
Richard Bowdler Sharpe concludeerde in 1906 op basis van een tekening van William Ellis (scheepsarts op de Discovery tijdens Cooks volgende reis) dat niet alle huiden tot één en dezelfde soort behoorden. De vogels van Moorea noemde hij Prosobonia ellisi. Of inderdaad sprake is geweest van twee soorten is nog altijd onderwerp van discussie.

## Uitsterving
Over de oorzaak van het uitsterven van de soort is weinig bekend. Volgens Forster en Anderson was de vogel ten tijde van diens ontdekking een algemene verschijning. Waarschijnlijk hebben de ratten die op het eiland terechtkwamen iets te maken met het uitsterven van de soort.